# Wolfgang Spießl
Wolfgang Spießl (* 14. August 1938 in Stamsried; † 22. Januar 1998 in München) war ein deutscher CSU-Politiker.

## Leben
Wolfgang Spießl war das siebte Kind seiner Eltern und wuchs in Stamsried auf. Nach einer Metzgerlehre wurde Spießl 1959 zur Bundeswehr einberufen. Er wurde Berufssoldat und 1991 aus dem aktiven Dienst entlassen und in den Ruhestand versetzt.
1966 wurde er als Kandidat der Freien Wähler zum 1. Bürgermeister des Marktes Stamsried gewählt. Er war zu dieser Zeit der jüngste Bürgermeister Bayerns und der erste Bundeswehrangehörige, der ein solches Amt bekleidete. Später wechselte er zur CSU. 1972 wurde er Mitglied des Kreistages des Landkreises Cham, 1978 Mitglied des Bezirkstages der Oberpfalz und dort unter anderem Referent für Jugend, Sport und Kultur.
1996 wurde er zum 2. Vizepräsidenten des Bayerischen Gemeindetages und 1998 in den Bayerischen Senat gewählt. Er verstarb plötzlich während einer Senatssitzung am 22. Januar 1998.
Wolfgang Spießl wurde für sein Engagement unter anderem mit dem Ehrenkreuz der Bundeswehr in Gold, der Staatsmedaille in Silber und dem Bundesverdienstkreuz I. Klasse ausgezeichnet.
Sein Sohn Hermann Spießl, der seine Ausbildung zum Psychiater im Bezirksklinikum Regensburg des Bezirks Oberpfalz absolvierte, wurde 2008 Chefarzt der Erwachsenenpsychiatrie im Bezirkskrankenhaus Landshut (Niederbayern).